# Lucena (Filipinas)
Lucena es una ciudad de Filipinas y capital de la Provincia de Quezón en la isla de Luzón cerca de la bahía de Tayabas y Manila. Es el nudo ferroviario principal y de carreteras, además es también un centro comercial para toda la región agrícola en que se ubica, principalmente productos alimenticios como pescado, arroz y trigo. Según el censo de 2015, tiene una población de 266,248 personas. Fue fundada por conquistadores españoles, a nombre de la ciudad andaluza de Lucena en España.

## Historia

### Historia temprana
En la década de 1570, el capitán Juan de Salcedo exploró por primera vez la región de la isla de Luzón que por entonces se conocía como Calabarzón. Los sacerdotes franciscanos Juan de Plasencia y Diego de Oropesa, entre 1580 y 1583, fundaron la ciudad de Tayabas, que fue organizada por los españoles a través de misioneros franciscanos, en la que Lucena era uno de sus barrios.
Los españoles del siglo XVI llamaron a la zona Buenavista por su belleza escénica. Varios años después, el barrio pasó a llamarse Oroquieta. Un siglo más tarde, los piratas musulmanes comenzaron a aterrorizar toda la costa de Filipinas, y Oroquieta no se salvó de las frecuentes incursiones. Los habitantes del barrio construyeron fuertes a lo largo de las costas para defenderse de los ataques de los piratas a lo largo de la costa, particularmente en la Cota actual y en Barangay Mayao, aunque estas construcciones ya no existen. Por lo tanto, el lugar se conoció como Cota, la forma española del tagalo "kuta" ("fortaleza"). El crecimiento del comercio marítimo local facilitado en el puerto de Cota y la derrota final de los piratas en las aguas de Luzón y las Bisayas, permitieron el crecimiento de Lucena como una ciudad, que finalmente la llevó a ser la capital de la provincia de Tayabas (actual provincia de Quezón) en 1901.
Finalmente, el 5 de noviembre de 1879, la Orden Superior Civil adoptó oficialmente el nombre Lucena en honor al lugar de origen de un fraile español llamado Padre Mariano Granja en Andalucía, España. Fray Granja fue responsable del desarrollo del barrio que se convirtió en parroquia en 1881. Lucena se convirtió en municipio independiente el 1 de junio de 1882.
Durante la Revolución Filipina de 1896, los habitantes de Lucena mostraron su patriotismo. José Zaballero dirigió a los revolucionarios locales que estaban bajo el ataque de mosqueteros españoles. Más tarde, Miguel Arguilles junto con José Barcelona como presidente formaron un gobierno revolucionario en Lucena.
Después de que Aguinaldo proclamara la independencia de la nación el 12 de junio de 1898 en Cavite, el general Miguel Malvar, como comandante general del sur de Luzón, tomó la provincia de Tayabas el 15 de agosto de 1898. Crisanto Márquez se convirtió en el primer presidente municipal electo de Lucena durante la Primera República Filipina.

### Historia moderna
La tierra fértil de Lucena se empapó con la sangre de muchos filipinos y estadounidenses al estallar la guerra filipino-estadounidense en 1899. Los extranjeros establecieron un gobierno civil en el país, y el 12 de marzo de 1901, la capital provincial se trasladó de Tayabas a Lucena.
Durante la Segunda Guerra Mundial, el Ejército Imperial Japonés ocupó a Lucena el 27 de diciembre de 1941, 19 días después de que pusieran un pie en suelo filipino. Pero el movimiento de resistencia clandestina fue tan tenaz en Lucena que, para el 25 de enero de 1945 (incluso antes de que los estadounidenses hubieran regresado), los guerrilleros de los Cazadores ROTC penetraron en la ciudad y expulsaron con éxito a los japoneses. El resto de la Provincia de Quezón (nuevo nombre de la Provincia de Tayabas) tuvo que esperar a que las Fuerzas de Liberación de Estados Unidos y las tropas de la Mancomunidad Filipina entregaran la libertad el 4 de abril de ese mismo año.
El 17 de junio de 1961, en virtud de la Ley de la República Núm. 3271, Lucena se convirtió en una Ciudad Autorizada a través de los esfuerzos del entonces Congresista Manuel S. Enverga. Fue inaugurada oficialmente el 19 de agosto de 1962, durante el 84 aniversario de Manuel Luis Quezón. El 1 de julio de 1991, Lucena se convirtió en una ciudad altamente urbanizada.
En mayo de 2014, el mercado público de la ciudad de Lucena fue arrasado por un incendio mientras se celebraban festividades por la culminación de Pasayahan sa Lucena, a pocas cuadras de distancia. Todo el bloque del edificio del mercado público se incendió. En octubre de 2016, se abrió al público un nuevo edificio de mercado público de vanguardia. El edificio, de 2 pisos y cuya construcción supuestamente costó 99 millones de pesos, se financió con préstamos. El mercado público de Lucena también se incendió en 1965 junto con grandes partes de la ciudad.

## Geografía
La ciudad propiamente dicha está situada entre dos ríos, el río Dumacaa al este y el río Iyam al oeste. Otros siete ríos y seis arroyos sirven como drenaje natural para la ciudad. Su puerto, en la costa a lo largo de la bahía de Tayabas, cuenta con varias líneas de barco y ferry, que operan las rutas marítimas entre Lucena y los diferentes puntos de la región y hasta las Bisayas.
Existe un aeropuerto de Lucena, pero no hay vuelos comerciales a la ciudad. Sin embargo, los aviones ligeros están autorizados para hacer uso de las instalaciones.
Siendo la capital de la provincia, Lucena alberga a la mayoría de las sucursales de agencias gubernamentales, empresas, bancos e instalaciones de servicio en la región tagala del sur.

## Clima
El clima de Lucena se caracteriza por no presentar pronunciadas estaciones húmedas y secas. En general, la temporada de lluvias es de junio a noviembre y, a veces, se extiende hasta diciembre, cuando predomina el monzón del sudoeste. La estación seca es de enero a mayo, pero a veces se ve interrumpida por precipitaciones irregulares. La temperatura media anual es de 27 °C, con febrero como el mes más frío, con temperaturas que bajan hasta los 20 °C y mayo como el mes más cálido, con temperaturas que pueden alcanzar los 35 °C. Los vientos monzónicos Habagat pasan por la provincia de junio a octubre, mientras que los vientos del noreste o Amihan soplan a través de las islas de diciembre a febrero.
| Parámetros climáticos promedio de Lucena | Parámetros climáticos promedio de Lucena | Parámetros climáticos promedio de Lucena | Parámetros climáticos promedio de Lucena | Parámetros climáticos promedio de Lucena | Parámetros climáticos promedio de Lucena | Parámetros climáticos promedio de Lucena | Parámetros climáticos promedio de Lucena | Parámetros climáticos promedio de Lucena | Parámetros climáticos promedio de Lucena | Parámetros climáticos promedio de Lucena | Parámetros climáticos promedio de Lucena | Parámetros climáticos promedio de Lucena | Parámetros climáticos promedio de Lucena |
| Mes                                      | Ene.                                     | Feb.                                     | Mar.                                     | Abr.                                     | May.                                     | Jun.                                     | Jul.                                     | Ago.                                     | Sep.                                     | Oct.                                     | Nov.                                     | Dic.                                     | Anual                                    |
| ---------------------------------------- | ---------------------------------------- | ---------------------------------------- | ---------------------------------------- | ---------------------------------------- | ---------------------------------------- | ---------------------------------------- | ---------------------------------------- | ---------------------------------------- | ---------------------------------------- | ---------------------------------------- | ---------------------------------------- | ---------------------------------------- | ---------------------------------------- |
| Temp. máx. media (°C)                    | 28                                       | 28                                       | 30                                       | 32                                       | 32                                       | 32                                       | 31                                       | 31                                       | 31                                       | 30                                       | 29                                       | 28                                       | 30.2                                     |
| Temp. mín. media (°C)                    | 22                                       | 22                                       | 23                                       | 24                                       | 24                                       | 24                                       | 24                                       | 24                                       | 23                                       | 23                                       | 23                                       | 23                                       | 23.3                                     |
| Lluvias (mm)                             | 146.2                                    | 118.9                                    | 89.1                                     | 75.6                                     | 170.8                                    | 188.7                                    | 258.9                                    | 193.3                                    | 227.3                                    | 373.7                                    | 425.3                                    | 483.6                                    | 2751.4                                   |
| Días de lluvias (≥ 1 mm)                 | 22                                       | 16                                       | 14                                       | 10                                       | 16                                       | 18                                       | 20                                       | 20                                       | 21                                       | 24                                       | 26                                       | 26                                       | 233                                      |
| Fuente: World Weather Online             |                                          |                                          |                                          |                                          |                                          |                                          |                                          |                                          |                                          |                                          |                                          |                                          |                                          |

## Economía

### Comercial

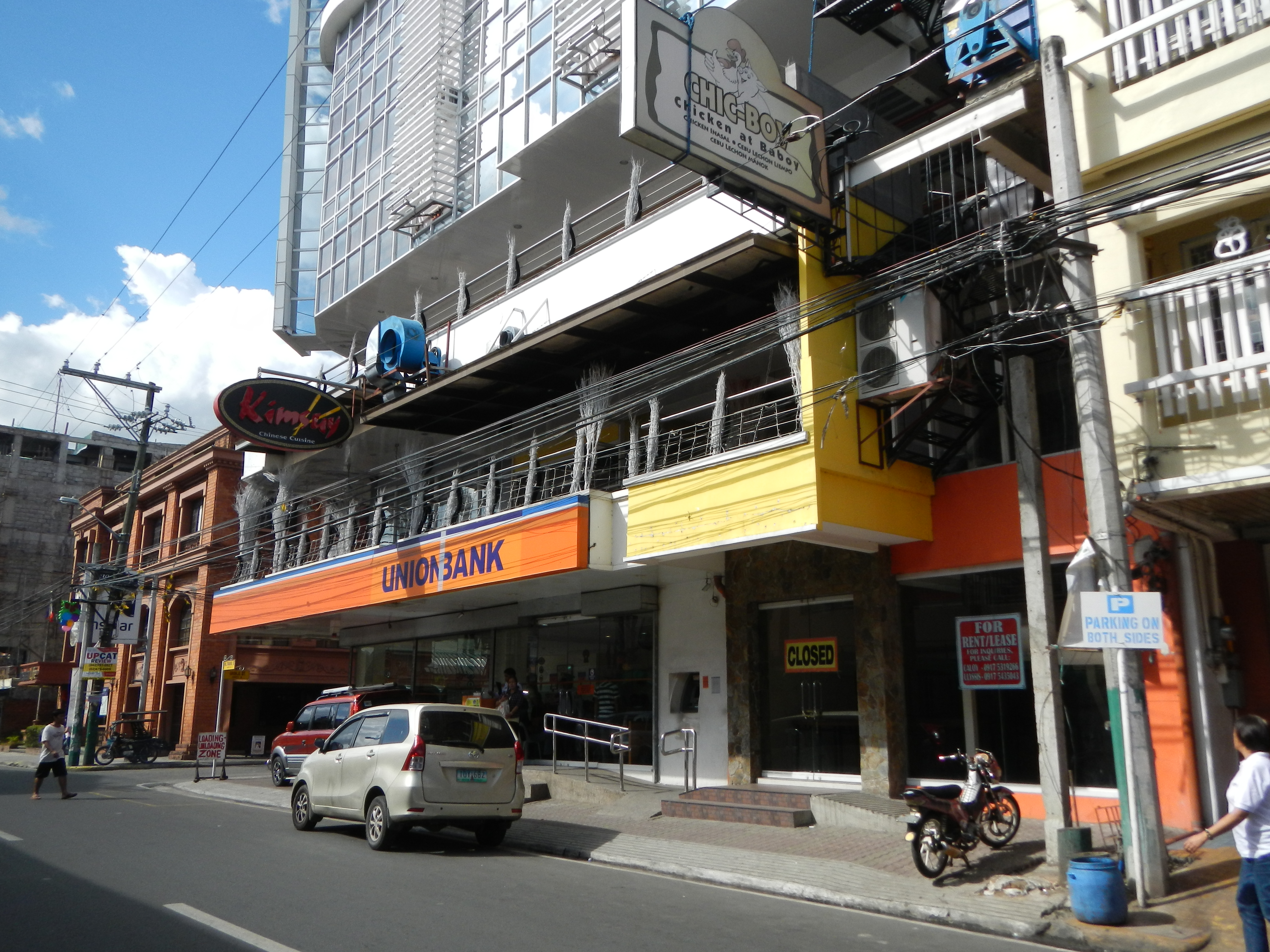
Calle Tagarao en Población (Bayan)

Las actividades económicas en Lucena se concentran en gran medida en la población (bayan) y en otros barangayes suburbanos, donde el distrito central de negocios (CDB), muy denso y restringido, alberga un gran grupo de empresas comerciales diferentes. A medida que la población crece junto con nuevas y prometedoras perspectivas comerciales, las actividades comerciales se extienden sobre los barangayes adyacentes, formando así mini áreas comerciales satélites.
Otras franjas comerciales están ubicadas en la población y en los barangayes suburbanos donde se realiza el comercio minorista y mayorista, incluidos otros servicios esenciales. SM City Lucena es el centro comercial más grande de la ciudad ubicado en Ibabang Dupay, que es uno de los primeros centros comerciales SM en Luzón. Otros centros comerciales incluyen: SM Savemore Agora, Super Metro Lucena, Pacific Mall Lucena y muchos más.

### Industrial
Grandes fábricas y almacenes están presentes en estos barangays suburbanos como San Miguel Brewery, Coca-Cola Bottlers Philippines, Inc., PepsiCo Philippines, Inc., Asia Brewery, Inc., Nestlé Philippines y Ginebra San Miguel, Inc. (anteriormente La Tondeña Distillers Inc.), hacer negocios en ventas, distribución y transporte de productos comerciales variados a granel.
Del área total de 8,316.90 hectáreas de la ciudad de Lucena, el 19 por ciento o 1.651,77 hectáreas cubren el área edificada existente. Casi el 3% de estas o 46,62 hectáreas cubren la sección industrial, ubicada en diferentes barangayes de la ciudad. Estas áreas albergan importantes actividades industriales y de manufactura.
La industria en Lucena produce una cantidad importante de productos de base agroindustrial, pescado seco y ahumado, licores destilados, muebles de bambú y ratán, flores/plantas ornamentales, vegetales y productos cárnicos.
Lucena también es conocida como la "Ciudad del Coco del Sur". Ubicada en medio de una amplia extensión de cultivos de coco, Lucena tiene molinos de aceite de coco que producen productos para el hogar a base de aceite, como aceite de cocina, jabón, manteca de cerdo, margarina y medicamentos a base de aceite. Los famosos JnJ Oil, Exora Cooking Oil y Vegetable Lard, Miyami Cooking Oil se fabrican con orgullo en esta ciudad. Tantuco Industries, JNJ Oil Industries y Monaco Oil Company son algunas de las compañías de aceite de coco en la ciudad.
Algunas plantas de ensamblaje y fabricación de automóviles también se han establecido en la ciudad, mientras que las tiendas de automóviles con sede en Manila están comenzando a instalar algunas sucursales como Isuzu-Lucena, SFM-Lucena y Foton Motor.

## Lugares de interés

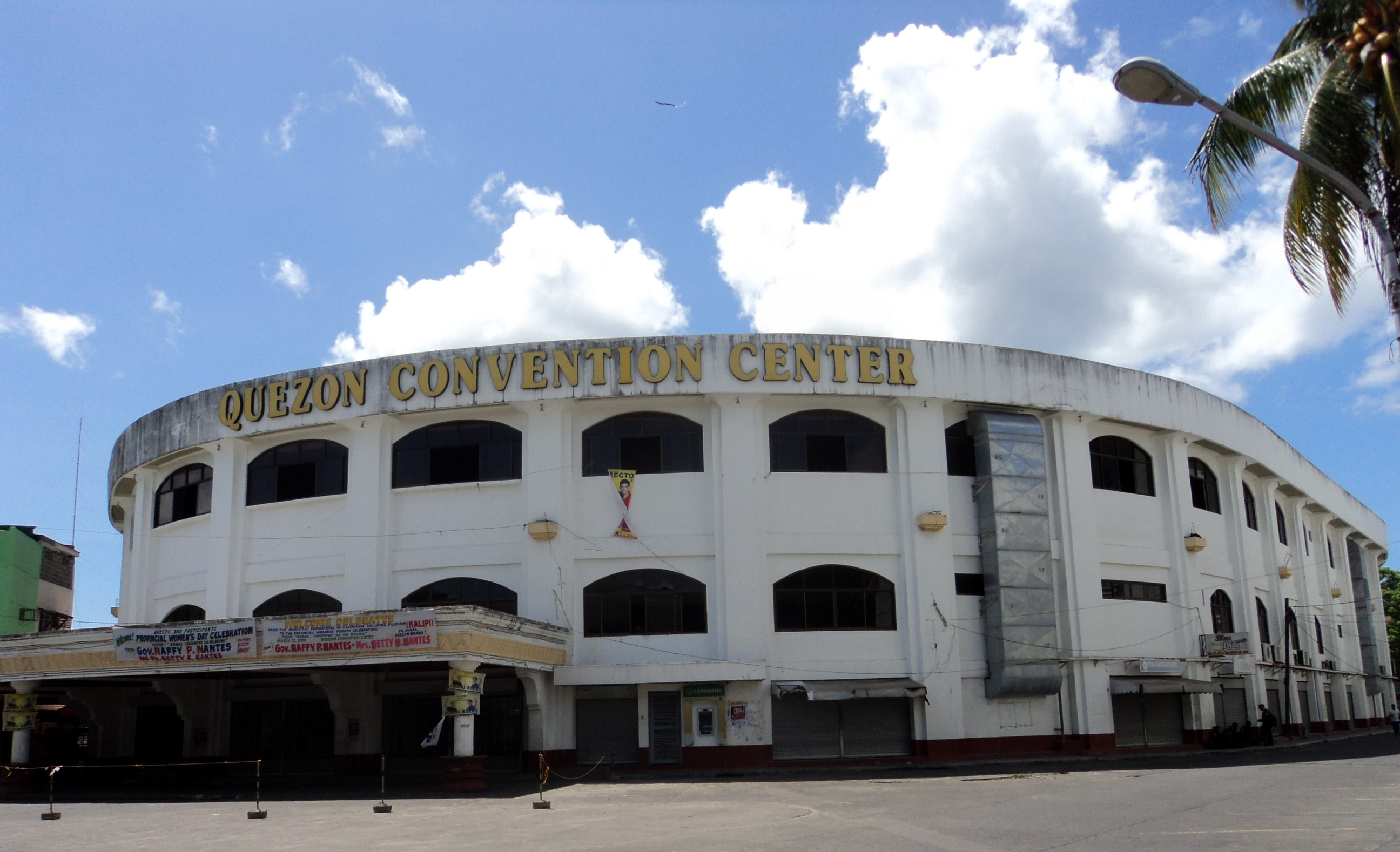
Centro de Convenciones de Quezón

La red de carreteras proporciona acceso desde todas las ciudades y pueblos clave de la isla de Luzón a esta ciudad altamente urbanizada. Las rutas radiales y de circunvalación bien pavimentadas que se entrecruzan dentro y fuera de la ciudad facilitan el transporte de una variedad ilimitada de mercancías, suministros y materias primas desde y hacia la ciudad durante todo el día.
A lo largo de los años, se observó que un número creciente de visitantes de otros lugares llegaban a Lucena. Lucena atrae a viajeros de varios tipos y tamaños debido a sus modernas instalaciones y buenos servicios que se pueden encontrar en la ciudad, como el Centro de Convenciones de Quezón, cuando la ciudad de Lucena organizó el torneo clasificatorio para el Campeonato Sub-18 SEABA 2004 para la FIBA Asia 2004. Campeonato de menores de 18 años en la India, Centro Cívico de Kalilayan, Auditorio Pastoral Sentro, Complejo Deportivo de Alcalá, dos veces anfitrión del Palarong Pambansa (1976, 1989), Gimnasio de la Fundación Manuel S. Enverga, Gimnasio de la Universidad del Sagrado Corazón y Gimnasio Marcial Punzalan.

### Monumentos religiosos
- Catedral de San Fernando
- Catedral de San Fernando, Barangay V
- Iglesia parroquial de San Judas Tadeo, Barangay Cotta
- Monasterio de Nuestra Señora del Carmelita, Barangay XI
- Iglesia Parroquial de Nuestra Señora de Lourdes, Barangay Ibabang Iyam
- Santuario diocesano de la iglesia parroquial de Nuestra Señora de Peñafrancia, Subdivisión Hermanas Capistrano, Barangay Gulang-Gulang
- Seminario Regional de San Alfonso, Barangay Isabang
- Capilla de San Andrés Apóstol, Campamento Guillermo Nakar, Barangay Gulang-Gulang
- Iglesia del Santo Rostro de Jesús, Aldea Universitaria (Sitio), Barangay Ibabang Dupay
- San Rafael La Parroquia del Arcángel, Barangay Dalahican
- San Isidoro Labrador, Barangay Ibabang Dupay
- Iglesia de la Sagrada Familia, Centro Pastoral Compuesto, Barangay Isabang
- Capilla de Nuestra Señora de la Medalla Milagrosa, Barangay IX

### Atracciones naturales
- Jardín Botánico
- Granja de orquídeas
- Parque Pérez
- Parque ecológico

### Festivales

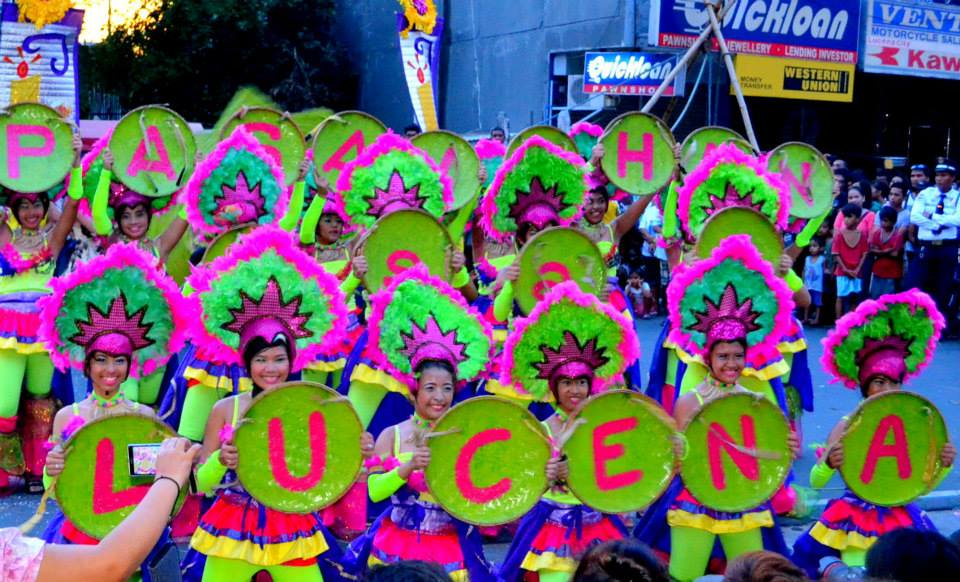
Competición Pasayahan sa Lucena 2013

Pasayahan sa Lucena fue conceptualizado para mostrar la interrelación natural y ecológica y la independencia entre la naturaleza y el hombre. También promueve las formas de vida inherentes entre la gente de Lucena. Todos estos encuentran expresiones exquisitas y apreciativas a través de una gigantesca colección de colores, trajes extravagantes y carrozas simbólicas que recuerdan al Mardi Gras en Río de Janeiro y Nueva Orleans. Originalmente pensado como tres días de diversión en las calles, el evento se convirtió en una atracción turística de una semana de duración, que culmina cada 30 de mayo, día de la celebración de la fiesta de San Fernando, patrón de Lucena.
Otra fiesta que destaca toda la celebración es el Festival Chami, que presenta la delicadeza de pansit de Lucena. El tradicional Festival de Chami es un concurso de quién puede cocinar el chami más delicioso. Los concursantes se alinean a lo largo de la avenida Quezón, la carretera principal de la ciudad, armados con sus utensilios de cocina y se les proporciona chami, carne y otros condimentos gratuitos para el festival de cocina. Todos los participantes también reciben incentivos en efectivo, paquetes de regalo de varios patrocinadores. Después de la cocción, a los espectadores se les da la oportunidad de comer gratis los diferentes sabores de chami. La intención es que a través de este festival de cocina chami, esta ciudad se convierta en un destino de turistas locales y extranjeros cada mes de mayo.

## Gobierno local
De conformidad con el Capítulo II, Título II, Libro III de la Ley de la República N.º 7160 o el Código de Gobierno Local de 1991, el gobierno de la ciudad debe estar compuesto por un alcalde (alkalde), un vicealcalde (bise alkalde) y miembros (kagawad) del poder legislativo Sangguniang Panlungsod, junto con un secretario de dicha legislatura, todos los cuales son elegidos para un mandato de tres años y son elegibles para postularse durante tres mandatos consecutivos.

### Exalcaldes de la ciudad de Lucena
Jefes de la Municipalidad durante la Ocupación Española:
- Jorge Zaballero (1896) (Capitán Municipal)
- Crisanto Márquez (Primer Presidente Municipal de Lucena)

Presidentes municipales durante el gobierno civil americano::
- Gabriel Cord (1902–1903)
- Gregorio Márquez (1903–1904)
- Juan Carmona (1904–1906)
- Venancio Québlar (1906–1910)
- Feliciano Zoleta (1910–1912)
- Fortunato Álvarez (1912–1916)
- Pedro Nieva (1916–1919, 1919–1922)
- José Nava (1922–1925)
- Venancio Queblar (1925–1928)
- Domingo Gamboa (1928–1931)
- Fernando Barcelona (1931–1934)

Alcaldes bajo el gobierno de la Mancomunidad:
- Federico V. Márquez (1940–1943)
- José Mendoza (1943–1944)
- Teotimo Atienza (1944–1945)

Alcaldes en funciones (después de la Segunda Guerra Mundial):
- Julián Zoleta (abril de 1945)
- Federico Márquez (mayo de 1945)
- Honorio Abadilla (octubre de 1946)

Alcaldes electos:
- Amando Zaballero (1947–1952)
- Honorio Abadilla (1952–1955)
- Casto T. Prófugo (1955–1960, 1961–1963)
- Mario L. Tagarao (1963–1967, 1967–1971, 1971–1981,1981–1986)
- Euclides Abcede (mayo de 1986 – noviembre de 1987) (nombrado)
- Romeo Mendoza (4–7 de diciembre de 1987) (nombrado)
- Julio T. Alzona (8 de diciembre de 1987 – 7 de febrero de 1988) (nombrado)
- César Zaballero (8 de febrero de 1988 – junio de 1992)
- Ramón Y. Talaga, Jr. (1992–1995, 1995–1998)
- Bernard G. Tagarao (1998 – 12 de mayo de 2000)
- Ramón Y. Talaga, Jr. (13 de mayo de 2000 – 30 de junio de 2010)
- Barbara “Ruby” C. Talaga (2010 – octubre de 2012)
- Roderick “Dondon” A. Alcalá (noviembre de 2012 – actualidad)[2]